# Hromská sobota
Hromská sobota (v anglickém originále Saturdays of Thunder) je 9. díl 3. řady (celkem 44.) amerického animovaného seriálu Simpsonovi. Scénář napsali Ken Levine a David Isaacs a díl režíroval Jim Reardon. V USA měl premiéru dne 14. listopadu 1991 na stanici Fox Broadcasting Company a v Česku byl poprvé vysílán 7. ledna 1994 na stanici ČT1.

## Děj
Patty navrhne Marge, jestli nechce zkusit Homerovi předložit „OQ test“ (test otcovského kvocientu) o svém synovi Bartovi. Homer test nepřijme zrovna s nadšením a na všechny otázky odpoví buď špatně, nebo vůbec. Uvede také, že Bart nemá žádné koníčky. Aby zjistil, jestli a jaké má Bart koníčky, podívá se za ním do garáže, kde si zrovna vyrábí svou závodní motokáru na závody. Homer zjistí, že o svém synovi neví vůbec nic, a prohlásí se za špatného otce. Následně zavolá do Národního institutu otcovství a oznámí, že v testu nezískal ani jeden bod. Z institutu si pro něj tedy hned přijedou a Homer dostane radu, že má Bartovi pomoci s jeho motokárou.
Homer se tedy Bartovi nabídne, že mu pomůže s vyráběním závodní motokáry, ale Bart jeho pomoc odmítne. Homer si však z knížky o otcovství, kterou dostal v institutu, zjistí, že má použít obrácenou psychologii, která zabere. Homer tak začne s Bartem na motokáře pracovat a zanedlouho mají hotovo. Přijde den, kdy se konají závody a Bart soutěží proti Martinovi Princovi a Nelsonovi Muntzovi, přičemž oba mají na první pohled mnohem lepší motokáry, než je ta Bartova. Závod začne a motokára Martina Prince se rozjede tak rychle, že za sebou nechává ohnivou čáru a daleko za cílem narazí do zdi a on skončí v nemocnici se zlomeninami a popáleninami. Na druhém místě v závodu skončí Nelson a Bart do cíle málem ani nedojede. Martin po převozu do nemocnice zjistí, že nebude moct pokračovat v závodění. Bart tak od Martina dostane nabídku, zda nechce řídit jeho motokáru, a zabránit tak Nelsonovi, aby vyhrál. Bart tuto nabídku přijme. Když však Homerovi oznámí, že nebude řídit jejich motokáru, Homera to citově raní. Přijde den finále závodu a Bart s Marge přemlouvají Homera, aby se šel na Bartův závod dívat. Homer to ale odmítne. Když však na lednici uvidí test otcovství, ve kterém předtím nezískal jediný bod, odpoví na všechny otázky znovu a správně, tak zjistí, že není až tak špatný otec, a rychle se vydá za Bartem na místo konání závodů. Bart ale ztratí veškerou motivaci, protože se na něj jeho táta vykašlal. Když jej však uvidí v hledišti, motivace se dostaví zpět a rozhodne se závod za každou cenu vyhrát. Závod je vyrovnaný, ale Bart přece jenom vyhraje a trofej věnuje Homerovi.

## Produkce
Scénář epizody napsali Ken Levine a David Isaacs a režíroval ji Jim Reardon. Inspirací pro ni byl předchozí díl Za všechno může televize. Herec Phil Hartman se v této epizodě objevil jako čtvrtý host v seriálu Simpsonovi v roli hlasu celebrity Troye McClura. Tato postava se objevuje na začátku epizody v televizním pořadu Nemůžu uvěřit, že to vymysleli!, který Homer sleduje. Larry McKay hostuje v roli televizního hlasatele na Soap Box Derby.
Nápad na dílčí zápletku Homerova rodičovství vznikl na základě skutečného testu otcovství, který našel výkonný producent Sam Simon a přinesl ho do studia Simpsonových. Levine se později k psaní epizody vyjádřil takto: „V době, kdy jsme to s Davidem psali, byl můj syn Matt zhruba v Bartově věku. (…) Takže pro mě s tím byla spojená určitá míra viny, jako ‚Znám koníčky svého syna? Znám nejlepšího kamaráda svého syna?‘.“. Scéna, v níž Bart svařuje své závodní auto, vyústila v hádku mezi štábem a cenzory společnosti Fox, kteří se obávali, že děti budou Barta napodobovat a zneužívat svářecí nástroje. Štáb je dokázal přesvědčit, že ke svářecímu nářadí se dostane jen velmi málo dětí.

## Kulturní odkazy
Hromská sobota obsahuje řadu odkazů na populární kulturu. Anglický název epizody je slovní hříčkou na film Bouřlivé dny, ve kterém hraje hlavní roli americký herec Tom Cruise. Píseň použitá na konci epizody je „Wind Beneath My Wings“ od Bette Midlerové. Zatímco se Homer na začátku epizody dívá na televizi, Marge a její sestry Patty a Selma si prohlížejí katalog různých účesů; Patty sestrám řekne, že chce účes Mary Tyler Mooreové, čímž odkazuje na americkou herečku známou svými rolemi v televizních sitcomech. Když Marge a její sestry zamíří do salonu krásy, Homer Marge slíbí, že vezme Lízu do videopůjčovny. Jakmile Homer dorazí do obchodu, sleduje ukázku z posledního McBainova filmu, v níž je McBainův partner brutálně střelen do hrudi, což je odkaz na podobnou scénu ve filmu Smrtonosná zbraň. McBainův partner je černoch, což je odkaz na to, že partner Drsného Harryho ve filmu Náhlý úder je černoch.
Když Homer volá do Národního institutu otcovství, je přepojen na čekající linku a v telefonu mu během čekání hraje píseň Harryho Chapina „Cat's in the Cradle“. Člen štábu Harry Shearer založil hlas Davea, ředitele Institutu otcovství, na herci Masonu Adamsovi. V institutu dá Dave Homerovi výtisk knihy Fatherhood od amerického herce Billa Cosbyho. V následující epizodě Spasitel zabijákem Homer knihu hodí do krbu jako náhradu za dřevo. Když Homer s Bartem staví závodní vůz, hraje v pozadí píseň Maca Davise „Watching Scotty Grow“, kterou zpívá Bobby Goldsboro. Bičování a hroty vycházející z Nelsonova závodního vozu jsou odkazem na závod vozů ve filmu Ben Hur. Myšlenka, že Nelsonův závodník je „vyzbrojen všemi špinavými triky“, vychází ze skandálu Mistrovství světa v Soap Box Derby 1973, kdy byl čtrnáctiletému chlapci dva dny po vítězství v národním závodě odebrán titul za podvody. Během finálového závodu se Homer postaví v davu, aby povzbudil Barta, a jeho tělo je v siluetě proti slunci, což je odkaz na scénu z filmu Přirozený talent. Ve scéně hraje ústřední píseň z tohoto filmu.

## Přijetí
Díl se původně vysílal na stanici Fox ve Spojených státech 14. listopadu 1991. Vysokou sledovanost získal díky tomu, že bezprostředně po něm následovala premiéra videoklipu k písni Michaela Jacksona „Black or White“. V původním americkém vysílání se epizoda umístila na 26. místě ve sledovanosti v týdnu od 11. do 17. listopadu 1991 s ratingem společnosti Nielsen 14,9, což odpovídá přibližně 13,7 milionu diváckých domácností. Byl to nejlépe hodnocený pořad na stanici Fox v tomto týdnu.
Po odvysílání epizoda získala od televizních kritiků převážně pozitivní hodnocení. Niel Harvey z The Roanoke Times ji označil za „klasický kousek Simpsonů“ a Daily Record uvedl, že je to „epizoda, kterou si rozhodně nenechte ujít“. Gregory Hardy z Orlando Sentinel ji označil za šestý nejlepší díl seriálu se sportovní tematikou. Michael Coulter z The Age poznamenal, že Hromská sobota je „jednou z mnoha vynikajících“ epizod Simpsonových se sportovní tematikou. Dále uvedl: „Soutěžní díl je jedním z nejlepších dílů seriálu, protože se může pochlubit zápletkou, a ne sledem surrealistických popkulturních parodií.“.
Nathan Ditum z Total Filmu parodii na film Ben Hur označil za osmou největší filmovou referenci v historii seriálu. Bill Gibron z DVD Verdictu se na epizodu díval nepříznivě a napsal, že „má premisu, která má upřímně řečeno velmi omezenou přitažlivost pro moderní dobu. Nemůžeme se dostat do celé dynamiky závodů Martin/Nelson/Bart a dnes je soapbox derby technologizováno do té míry, že ho provozuje jen málokdo, pokud vůbec někdo. S tak úzkou cílovou skupinou mnoho vtipů prostě nefunguje.“ Gibron dával přednost podzápletce o Homerových pokusech stát se lepším otcem.
Nate Meyers ze serveru Digitally Obsessed hodnotil epizodu pozitivněji, když poznamenal, že epizoda klade důraz na Homerovo rodičovství, stejně jako mnoho dalších epizod třetí řady, a „navzdory všeobecnému mínění je Homer ve skutečnosti dobrý otec, který se snaží dělat dobro svým dětem“. Závodní pasáže podle něj vyznačovaly „dobrou animací a režií“, ale za vrchol epizody považuje ukázku z filmu s McBainem, kterou Homer sleduje ve videopůjčovně. Meyers epizodu ohodnotil známkou 4 z 5.
Colin Jacobson z DVD Movie Guide, jenž epizodu uvedl jako jednu ze svých nejoblíbenějších ze třetí řady, řekl, že „na první pohled Hromská sobota v podstatě jen omílají“ téma předchozí epizody Cena lásky, v níž se Homer snaží být pro Lízu lepším otcem. Jacobson poznamenal, že Hromská sobota však „prostě působí vtipněji než Cena lásky. Prvky soapbox derby poskytují spoustu skvělých gagů. Nabízí skvělou epizodu.“ Stejně jako Meyers si i autoři knihy I Can't Believe It's a Bigger and Better Updated Unofficial Simpsons Guide myslí, že vrcholem epizody je video s McBainem.